# Rini Hurkmans

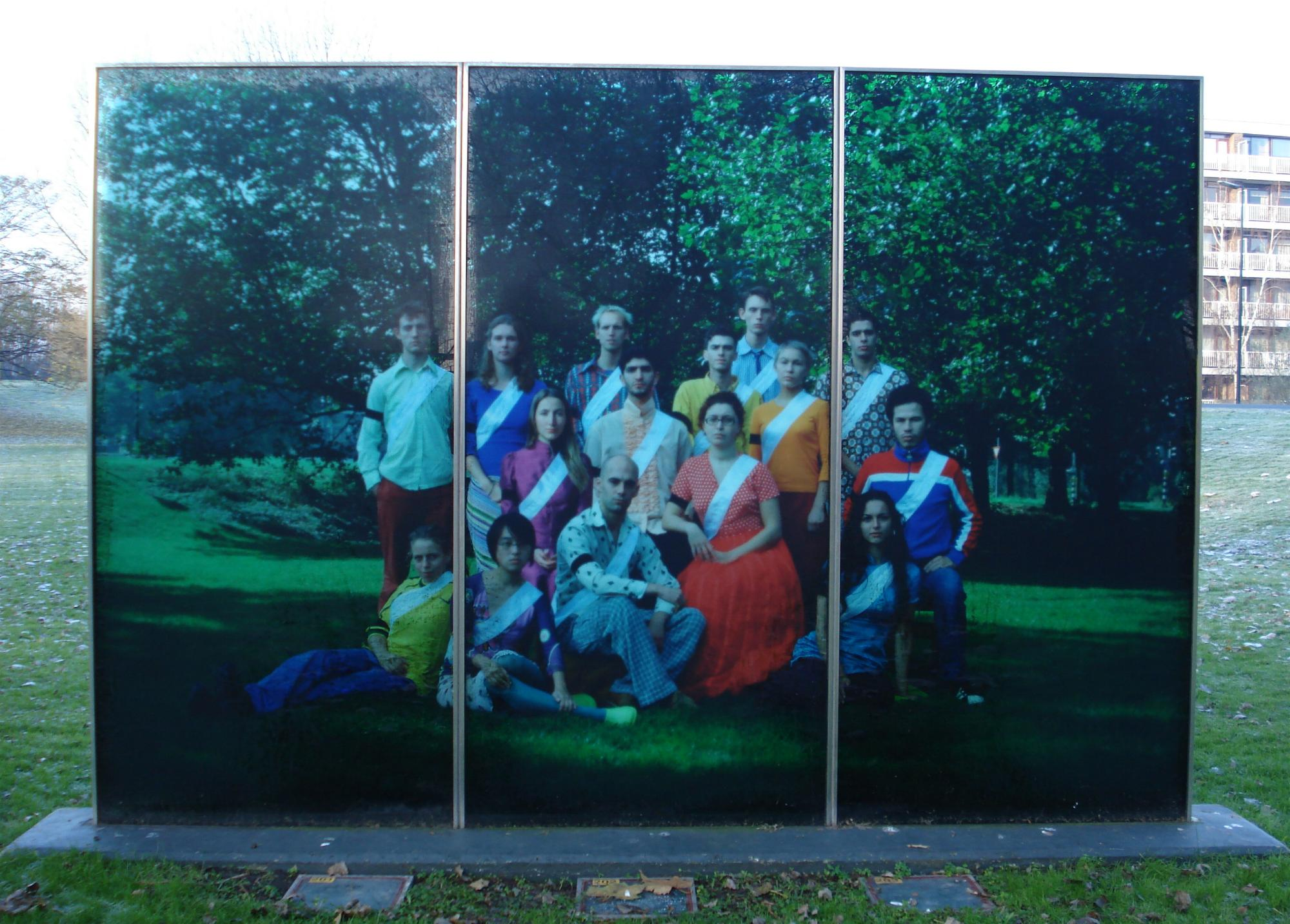
Het Boeket - Monument van Bezinning (2001), Vlaardingen

Rini Hurkmans (Deurne, 26 augustus 1954) is een Nederlands beeldend kunstenares. Ze maakt onder andere video’s, foto’s, sculpturen en installaties. In 1991 had ze haar eerste museale solotentoonstelling bij het Stedelijk Museum Amsterdam, Rini Hurkmans: Lopende Gebeurtenissen/Current Events.

## Biografie
Hurkmans studeerde aan de Academie voor Beeldende Kunsteducatie in Amersfoort (1974-1977) en de Academie voor Beeldende Kunsten Sint-Joost in Breda (1977-1981). Haar eerste museale solotentoonstelling was Rini Hurkmans: Lopende Gebeurtenissen in het Stedelijk Museum Amsterdam in 1991. Daarna woonde ze in New York van 1992 tot en met 1993 en was als deelnemer verbonden aan het internationale studio programma van MoMA P.S. 1. Hurkmans geeft regelmatig gastlezingen en van 1990 tot en met 2021 werkte zij als docent aan de Gerrit Rietveld Academie in Amsterdam. Samen met studenten en alumni organiseert zij regelmatig tentoonstellingen en rondetafelgesprekken. Van 2010 tot en met 2017 was ze betrokken bij LAPS, wetenschappelijk instituut voor kunst en publieke ruimte. In 2019 was Hurkmans artist in residence bij het Koninklijk Nederlands Instituut Rome. Zij woont en werkt in Nederland en Frankrijk.

## Werk
Hurkmans werkt vanuit het idee dat leven, kunst en politiek met elkaar verweven zijn in een continue dialoog en dat elke periode andere gedachten, strategieën en vormen nodig heeft. In haar werk houdt Hurkmans zich bezig met afwezigheid en verlies, in relatie tot politiek en ethiek.
Hurkmans werkte aan opdrachten in de publieke ruimte in Nederland en daarbuiten. Daarnaast bevindt haar werk zich in zowel openbare als privécollecties en is tentoongesteld in galerieën en musea, waaronder:
- Galerie Lumen Travo (Amsterdam)[6]
- Stedelijk Museum Amsterdam[7]
- The Merchant House (Amsterdam)
- Het Noordbrabants Museum (’s-Hertogenbosch)
- Museum Catharijneconvent (Utrecht)
- Stedelijk Museum Schiedam
- Peter Freeman Gallery (Parijs)
- Huis Marseille (Amsterdam)[8]
- Museo de Arte Contemporáneo Latinoamericano de La Plata (La Plata, Argentinië)
- Holly Solomon Gallery (New York)
- Snug Harbor Cultural Center (Staten Island, New York)
- Gallery M&R Fricke (Düsseldorf)
- MoMA P.S. 1 (New York).[9]

### Pietà
Pietà is een terugkerend motief in het werk van Hurkmans. Aan de hand van een persfoto die zij in 1992 aankocht, van het moment net nadat de Pietà van Michelangelo in 1972 werd aangevallen, diept Hurkmans het begrip verlies, in relatie tot ethiek en politiek, verder uit in haar kunstwerken. Hurkmans maakte onder ander een zwart-wit fotoserie onder de titel Pietà. Voor deze serie maakte ze gedurende 18 jaar, van 1992 tot en met 2009, elke twee jaar een zelfportret. Tijdens haar verblijf als Artist in Residence in het Koninklijk Nederlands Instituut Rome in 2019 onderzocht ze de persfoto, de Pietà (1499) van Michelangelo en het uitreikende gebaar van Maria dat tijdens de aanval werd verbrijzeld. Dit onderzoek is uitgemond in de tentoonstelling Pietà, A Reconsideration of the Gesture bij Galerie Lumen Travo (2020-2021) waarin nieuw werk over de urgentie en het heroverwegen van het gebaar centraal staat.

### Vlag van Compassie
In 2002 initieerde Hurkmans het conceptuele kunstwerk Vlag van Compassie. De Vlag staat symbool voor compassie, een begrip waar iedereen een eigen invulling aan kan geven door de Vlag in te zetten. Op deze manier activeert Vlag van Compassie een dialoog over ethische vragen. De Vlag is niet gebonden aan een land, instelling, politieke partij, religieuze overtuiging of gender. Daarnaast functioneert de Vlag onafhankelijk van de kunstenaar en wordt de Vlag beheerd en beschermd door de Unda Foundation. De Vlag wordt tijdens allerlei verschillende gelegenheden ingezet, bijvoorbeeld tijdens demonstraties of bruiloften, en is onder andere overhandigd aan prinses Beatrix, de president van het Internationaal Strafhof en de Dalai Lama. De Vlag van Compassie werd onder meer gehesen gedurende Sonsbeek 2008: Grandeur in Arnhem en tijdens Outdoor projects in the Tuileries gardens (2009) van het Louvre Museum in Parijs. Daarnaast was Hurkmans initiator van het boek Compassion. A Paradox in Art and Society (Valiz, 2017) waarin het kunstwerk Vlag van Compassie als casus wordt bediscussieerd.

### Tegen alle stromen in (Monument voor Peter R. de Vries)
Hurkmans ontwierp naar aanleiding van de moord op Peter R. de Vries die plaatsvond in 2021 een kunstwerk om hem te herdenken. Het werd op 15 juli 2024 onthuld op het Leidseplein in Amsterdam.